# 18-я гвардейская стрелковая дивизия
18-я гвардейская стрелковая Инстербургская Краснознамённая ордена Суворова дивизия — воинское соединение пехоты РККА Вооружённых Сил СССР и России. Принимала участие в Великой Отечественной войне.

## История
Сформирована в 1939 году в Сибирском военном округе как 133-я стрелковая дивизия (1-го формирования), которая за боевые заслуги 17 марта 1942 года была преобразована в 18-ю гвардейскую стрелковую дивизию.

### Боевой путь
- За проявленный героизм, высокую дисциплину, образцовое выполнение боевых заданий в борьбе с германским фашизмом 133-я Сибирская стрелковая дивизия приказом Народного комиссара Обороны Союза ССР № 78 от 17 марта 1942 г. была преобразована в 18-ю гвардейскую стрелковую дивизию.

### 1942 год
- С 20.03.1942 г. по 09.02.1943 г. соединение вело тяжёлые оборонительные бои на Суковском рубеже протяжённостью 15 км (деревня Ново-Суковка и Суковка), прозванном «Маленьким Севастополем». В дивизии получило широкое развитие снайперское движение. Инициатором был рядовой Икрам Ташметов, лично уничтоживший за 9 месяцев 105 фашистов — роту врага. Находясь длительное время в обороне и ведя активные оборонительные бои, части дивизии показали образец дисциплинированности, организованности и боевой сплочённости, за что командованию дивизии и всему личному составу командующим 49-й армии в приказе была объявлена благодарность.
- 03.05.1942 г. награждена орденом Красного Знамени.

### 1943 год
- С 10.02.1943 г. по 15.02.1943 г. дивизия сдала участок обороны и сосредоточилась в районе г. Сухиничи, вошла в состав 16-й армии для наступления в направлении Букань — Жиздра. В ходе Жиздринской операции поставленной задачи дивизия не выполнила. После 12 дней кровопролитных боев, вклинившись в оборону противника на глубину 4 км, была задержана противником и перешла к обороне.
- 06.03.1943 г. дивизия была выведена в резерв командующего армии и 08.03.1943 г. заняла указанный участок обороны, где простояла до 07.04.1943 г.
- 08.04.1943 г. по приказу командующего 16-й армии выведена в резерв Западного фронта в район Козельска.
- 07.07.1943 г. по приказу командарма дивизия совершила 35 км марш и заняла участок на переднем крае, приготовившись к прорыву обороны противника. С 17 июля дивизия участвовала в боях за Орёл. К концу августа дивизия задачу выполнила и до 10.09.1943 г. находилась в обороне.
- 10.09.1943 г. дивизия начала преследование отходящего противника. В начале октября дивизия была передана в состав 11-й гвардейской армии и затем 22.10 1943 г. переброшена в район Великие Луки, где до 10.11.1943 г. занималась боевой подготовкой.
- 10.11.1943 г. дивизия передана в оперативное подчинение 3-й ударной армии и введена в прорыв в районе г. Невель, освободила 7 населённых пунктов, была остановлена противником и до 30.12.1943 г. вела оборонительные бои.

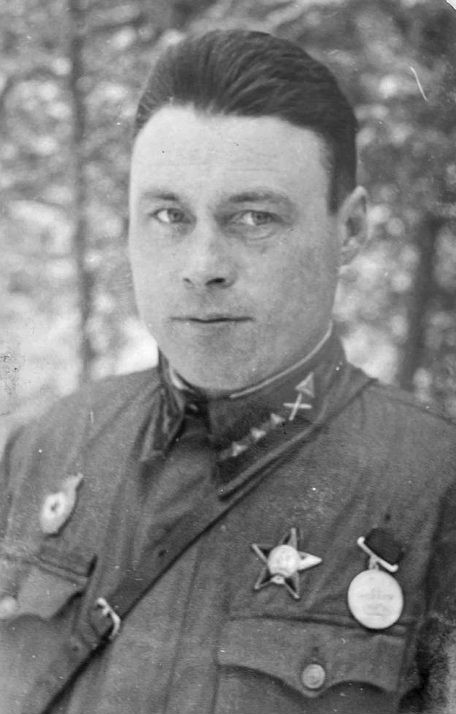
Командир орудия 52-го гв. артиллерийского полка А. Н. Терентьев (умер от ран 09.07.1944), награждённый орденом Красной звезды. Февраль 1943 г.

### 1944 год
- 01.01.1944 г. дивизия совершила 100 км марш в район Городок и вошла в состав 11-й гв. армии, где до 09.04.1944 г. вела наступательные бои и оборонялась.
- 10.04.1944 г. дивизия была выведена из боя, меняла районы дислокации и до 21.06.1944 г. занималась боевой подготовкой. 22.06. 1944 г. провела разведку боем.
- С 25.06.1944 г. по 08.07.1944 г. дивизия двигалась во втором эшелоне по Минскому шоссе, вступая в бой с арьергардными группами противника. 19.07.1944 г. вышла к р. Неман, но форсировать её не смогла.
- 25.07.1944 г. дивизия была переброшена на другой участок за реку Неман, прорвала оборону противника, была остановлена и до 18.10 1944 г. находилась в обороне. Затем вновь перешла в наступление и вышла на государственную границу с Восточной Пруссией у г. Виштитис.
- 18.10.1944 г. в 16 ч. 45 мин. дивизия в районе пограничных столбов № 141—149 вторглась в Германию, продолжая наступление, захватила в Восточной Пруссии г. Гольдап и г. Гросс-Ромитен. До 26.12.1944 г. дивизия находилась в обороне, затем выведена во второй эшелон и находилась на отдыхе до 19.01.1945 г.

### 1945 год
- 20.01.1945 г. дивизия вошла в прорыв 5-й гв. армии в районе г. Шталлупёнен и, преследуя противника в направлении г. Инстербург, овладела г. Инстербург 22.01.1945 г.

За взятие г. Инстербург Указом Президиума Верховного Совета СССР от 22.01.1945 г. дивизии присвоено наименование «Инстербургская».
- 06.04.1945 г. дивизия совместно с частями 11-й гв. армии начала наступление на г. Кёнигсберг. Здесь воинам дивизии противостояла дивизия СС «Великая Германия». 09.04.1945 г. противник капитулировал и город-крепость Кёнигсберг пал. После взятия Кёнигсберга 10.04.1945 г. вышла на Земландский полуостров, 20.04.1945 г. дивизия начала наступление на главную базу фашистского флота город-порт Пиллау — последний очаг сопротивления гитлеровцев в Восточной Пруссии. К утру 25.04.1945 г. Пиллау был взят, а остатки гарнизона капитулировали.
- 23-30.04.1945 г. дивизия вела бои с противником на косе Фрише-Нерунг, продвинувшись на 7 км. Это были последние бои дивизии в Великой Отечественной войне. В ночь с 30.04.1945 г. на 01.05.1945 г. дивизия была выведена из боя и больше в боях не участвовала.
- Совершив марш, дивизия расположилась в районе Ундерванген, Грюнхайн, приводила себя в порядок и занималась боевой подготовкой.
- 17.05.1945 г. награждена орденом Суворова II степени.

## Состав
- 51-й гвардейский стрелковый полк
- 53-й гвардейский стрелковый полк
- 56-й гвардейский стрелковый полк
- 58-й гвардейский стрелковый полк
- 52-й гвардейский артиллерийский полк
- 23-й отдельный гвардейский истребительно-противотанковый дивизион / 23-й гвардейский отдельный самоходно-артиллерийский дивизион (ком-р д-на майор Клименко Василий Георгиевич (с 1944);
- 22-я отдельная гвардейская зенитная батарея (до 25.04.1943 года)
- 2-й гвардейский миномётный дивизион (до 31.12.1942 года)
- 5-я отдельная гвардейская разведывательная рота
- 24-й отдельный гвардейский сапёрный батальон
- 27-й отдельный гвардейский батальон связи
- 386-й (14-й) отдельный медико-санитарный батальон
- 16-я отдельная гвардейская рота химической защиты
- 511-я (21-я) автотранспортная рота
- 530-я (20-я) полевая хлебопекарня
- 512-й (25-й) дивизионный ветеринарный лазарет
- 482-я полевая почтовая станция
- 249-я полевая касса Государственного банка СССР[1]

## Подчинение
- Западный фронт, 16-я армия (11-я гв. армия) (15.2.43 — 26.6.43);
- 11-я гв. армия, 36-й гв. стрелковый корпус (27.6.43 — 1.8.43);
- Брянский фронт, 11-я гв. армия, 36-й гв. стрелковый корпус (1.8.43 — 10.9.43);
- Прибалтийский фронт, 11-я гв. армия, 36-й гв. стрелковый корпус (1.10.43 — 10.10.43);
- 2-й Прибалтийский фронт, 36-й гв. стрелковый корпус (15.10.43 — 11.11.43);
- 2-й Прибалтийский фронт, 6-я гв. армия (11.11.43 — 12.11.43);
- 2-й Прибалтийский фронт, 3-я ударная армия (13.11.43 — 16.11.43);
- 2-й Прибалтийский фронт, 3-я ударная, 100-й стрелковый корпус (17.11.43 — 1.12.43);
- 2-й Прибалтийский фронт, 3-я ударная армия, 90-й стрелковый корпус (6.12.43 — 23.12.43);
- 2-й Прибалтийский фронт, 3-я ударная армия, 93-й стрелковый корпус (24.12.43 — 28.12.43);
- 1-й Прибалтийский фронт, 4-я ударная армия (29.12.43 — 3.1.44);
- 1-й Прибалтийский фронт, 4-я ударная армия, 36-й гв. стрелковый корпус (4.1.44 — 8.1.44);
- 1-й Прибалтийский фронт, 4-я ударная армия, 8-й гв. стрелковый корпус (8.1.44 — 9.1.44);
- 1-й Прибалтийский фронт, 11-я гвардейская армия (10.1.44 — 12.1.44);
- 1-й Прибалтийский фронт, 11-я гвардейская армия, 16-й гв. стрелковый корпус (13.1.44 — 5.2.44);
- 1-й Прибалтийский фронт, 11-я гвардейская армия, 8-й гв. стрелковый корпус (6.2.44 — 6.3.44);
- 1-й Прибалтийский фронт, 11-я гвардейская армия (7.3.44 — 14.3.44);
- 1-й Прибалтийский фронт, 11-я гвардейская армия, 5-й танковый корпус (15.3.44 — 21.3.44);
- 1-й Прибалтийский фронт, 11-я гвардейская армия (22.3.44 — 7.4.44);
- 1-й Прибалтийский фронт, 11-я гвардейская армия, 36-й гв. стрелковый корпус (8.4.44 — 22.4.44);
- 11-я гв. армия (Резерв ВГК) (23.4.44 — 27.5.44);
- 3-й Белорусский фронт, 11-я гвардейская армия, 36-й гв. стрелковый корпус (28.5.44 — 12.2.45);
- 1-й Прибалтийский фронт, 11-я гвардейская армия, 36-й гв. стрелковый корпус (13.2.45 — 25.2.45);
- 3-й Белорусский фронт, 11-я гвардейская армия, 36-й гв. стрелковый корпус (26.2.45 — 31.7.45).

## После войны
- 03.07.1945 г. дивизия вышла на зимние квартиры и 06.07.1945 г. прибыла в г. Инстербург, где расположилась на постоянное место дислокации в составе Особого военного округа.
- 25.08.1945 г. дивизия приступила к учёбе по программе мирного времени.

### Преемники
- 23.11.1945 года 18-я гвардейская стрелковая дивизия переформирована в 30-ю гвардейскую механизированную дивизию[2]. Дислоцируется в городах Инстербург (Черняховск) и Гумбиннен (позже Гусев) Калининградской области.
- 10 мая 1957 года переименована в 30-ю гвардейскую мотострелковую дивизию[3]
- 17 ноября 1964 года переименована в 18-ю гвардейскую мотострелковую дивизию[4] Гусев
- C 15.12.2001 — 79-я отдельная гвардейская мотострелковая бригада (г. Гусев).

## Командование

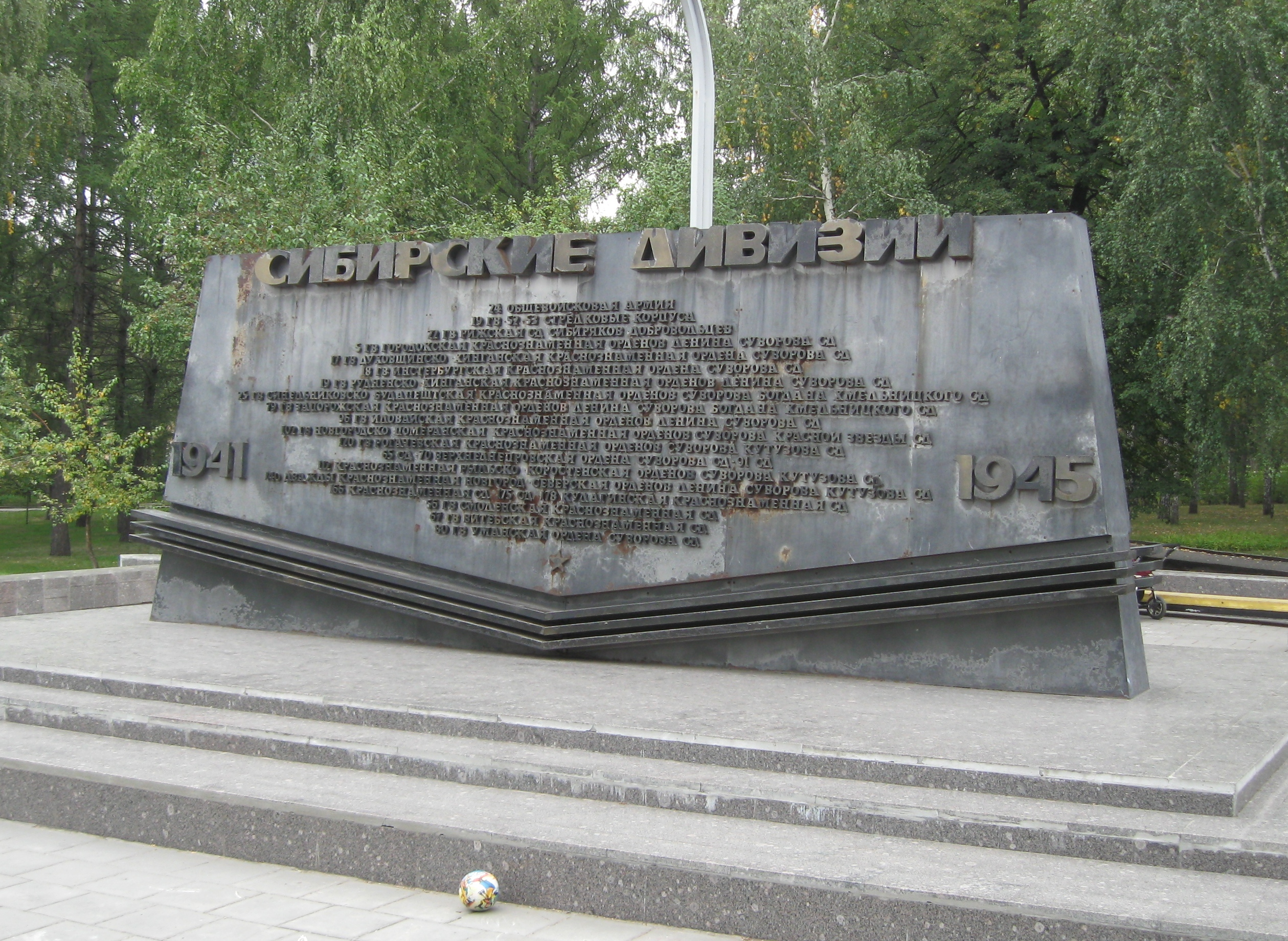
18-я гвардейская стрелковая дивизия
на Монументе Славы в Новосибирске

### Командиры
- Захаров, Фёдор Дмитриевич (17.03.1942 — 03.04.1942), генерал-майор
- Мультан, Николай Николаевич (04.04.1942 — 29.04.1942), полковник
- Завадовский, Михаил Николаевич (30.04.1942 — 24.11.1943), полковник
- Мурзин, Евгений Калистратович (25.11.1943 — 03.12.1943), полковник
- Горнак, Матвей Иосифович (04.12.1943 — 12.01.1944), полковник
- Мурзин, Евгений Калистратович (13.01.1944 — 29.01.1944), полковник
- Горнак, Матвей Иосифович (30.01.1944 — 15.02.1944), полковник
- Даниелян, Сумбат Меликович (16.02.1944 — 29.07.1944), полковник
- Ревенко, Владимир Каленикович (30.07.1944 — 05.09.1944), полковник
- Исаков, Георгий Петрович (06.09.1944 — 25.10.1944), генерал-майор
- Пастревич, Александр Иванович (26.10.1944 — 06.12.1944), генерал-майор
- Исаков, Георгий Петрович (07.12.1944 — 01.01.1945), генерал-майор
- Карижский, Григорий Иванович (02.01.1945 — 09.05.1945), генерал-майор

### Заместители командира
- Опякин, Павел Прокофьевич (12.07.1942 — 09.10.1942), полковник

### Начальники штаба
- Кусакин, Николай Фёдорович, гвардии капитан, (апрель — июнь 1942 года)
- Фректель Григорий Пейсахович, гвардии подполковник
- Александров, гвардии полковник
- Рыбин Алексей Александрович, гвардии полковник, (? — апрель 1945 года — ?)

### Командующие артиллерией дивизии
- Бурденко Иван Сергеевич, гвардии подполковник, (? — апрель 1945 года — ?)

### Командиры полков
51-й гвардейский стрелковый полк:
- Павлещук Степан Иосифович (17.03.1942 — 11.05.1942)
- Павлещук Степан Иосифович (27.05.1942 — 01.08.1942)
- Мурзин Евгений Калистратович (24.07.1942 — 19.01.1943)
- Карнов Константин Иванович (19.01.1943 — 05.05.1944), ранен
- Николаев Прокофий Максимович (23.05.1944 — 13.10.1944)
- Лапчинский Егор Филиппович (с 20.07.1944)
- Пилипенко Феодосий Николаевич (13.10.1944 — 23.10.1944), ранен
- Павлов Сергей Егорович (с 13.01.1945)

53-й гвардейский стрелковый полк (быв. 521-й стрелковый полк):
- Кузьмин Иван Михайлович (17.03.1942 — 20.06.1942)
- Воронин Семён Иванович (20.06.1942 — 30.11.1942)
- Пруцаков Иван Савельевич (с 30.11.1942)
- Кузьмин Иван Михайлович (02.09(?).1942 — 29.12.1942)
- Корниенко Спиридон Григорьевич (29.03.1943 — 08.01.1944), погиб 08.01.1944
- Лохматов Алексей Логвинович (06.02.1944 — 04.04.1944)
- Корнеев Фёдор Александрович (13.02.1944 — 19.02.1944)
- Кобозев Корнилий Алексеевич (19.02.1944 — 22.10.1944), погиб 22.10.1944
- Лукьянченко Дмитрий Никитич (с 22.03.1945)
- Тараскин Николай Филиппович (05.05.1945 — 13.07.1945)
- Иванов Павел Иванович (с 05.09.1945)

58-й гвардейский стрелковый полк:
- Моисеенков Семён Михайлович (17.03.1942 — 28.12.1942)
- Корнеев Фёдор Александрович (30.11.1942 — 06.07.1943)
- Пищенко Владимир Михайлович (05.07.1943 — 06.02.1944)
- Поляков Аркадий Васильевич (06.02.1944 — 25.11.1943(?))
- Белов Степан Гаврилович (07.09.1944 — 19.01.1945), погиб 19.01.1945
- Кривич, Виктор Григорьевич (08.01.1945 — 14.01.1945)

## Награды
- 3 мая 1942 года —  Орден Красного Знамени — награждена указом Президиума Верховного Совета СССР от 3 мая 1942 года за образцовое выполнение боевых заданий командования на фронте борьбы с немецкими захватчиками и проявленные при этом доблесть и мужество.[5]
- 19 февраля 1945 года — почетное наименование «Инстербургская» — присвоено приказом Верховного Главнокомандующего № 025 от 19 февраля 1945 года за отличие в боях при овладении городом Инстербург.
- 17 мая 1945 года —  Орден Суворова II степени — награждена указом Президиума Верховного Совета СССР от 17 мая 1945 года за образцовое выполнение заданий командования в боях с немецкими захватчиками при овладении городом и крепостью Кёнигсберг и проявленные при этом доблесть и мужество.[6]

## Отличившиеся воины
За годы войны несколько тысяч воинов дивизии были награждены орденами и медалями, а 15 из них удостоены звания Героя Советского Союза.
- Карижский, Григорий Иванович командир дивизии, гвардии генерал-майор.
- Логинов, Александр Борисович командир орудия 52-го гв. ап, гвардии старший сержант.
- Хренов, Пётр Дмитриевич командир взвода управления 52-го гв. ап, гвардии капитан.

## Память
- Дивизия упомянута на плите мемориального комплекса «Воинам-сибирякам», Ленино-Снегирёвский военно-исторический музей.